# 特命刑事
『特命刑事』（とくめいけいじ）は、1980年7月29日から同年9月30日まで放送された、東映製作の刑事ドラマである。『大激闘マッドポリス'80』の続編。日本テレビ系列で毎週火曜日21:00 - 21:54に全10話が放送された。

## 概要
『大激闘マッドポリス'80』の新シリーズ。全16話で終了した『大激闘』と本作品を合わせるとちょうど2クール分の全26話となる。内容や設定は『大激闘』を継承しつつ、新たなレギュラーメンバーとして桜木健一と、ジャパン・アクション・クラブ（JAC）所属の新人・山岡健の2人を迎えている。
『大激闘』ではマッドポリス（以下「MP」）と悪の組織・ジャパンマフィア（以下「JM」）の全面対決がストーリーの主軸であったが、この『特命刑事』ではそのJMが壊滅したことを受け、毎回それに匹敵するさまざまな犯罪組織を登場させては、MPが壊滅させていくという単純明快なストーリーに変更されている。それにともない、ゲストキャラクターがJM関係で占められた『大激闘』に対し、善玉側ゲストが多数登場するようになる。

## 設定

### マッドポリス
JM壊滅のために創設され、その目的を果たした警察庁直属の特殊部隊。本作品では警察庁や警視庁などの警察組織上層部の特命を受けて行動する、一種の傭兵的組織に衣替えした。MP創設の背景は前作では謎に包まれていたが、本作品#6で、氷室の警察学校時代の恩師にして政財界のフィクサー・木島（演：幸田宗丸）の指揮によって結成されたことが明らかにされる。

### キャスト
氷室 健一（演：渡瀬恒彦）
MPを率いる指揮官。射撃とドライビングテクニックは超一流。スキューバダイビングの能力もプロ級。頭脳明晰で常に冷静沈着な冷血漢に見えるが、時折ギャグやジョークをかますこともある。
松村 兵助（演：梅宮辰夫）
MPのサブリーダー格で、メンバーのまとめ役。上役に顔が利くため、主に上層部からの情報収集や交渉は彼の役目。
清川 大作（演：桜木健一）
27歳。先輩刑事は単に「清川」、唯一の後輩であるジョーは「大さん」と呼ぶ。所轄の交番勤務巡査だったが、スキューバダイビングの能力を買われ、#1で金塊密輸団への潜入捜査のため、警視庁刑事課を通じ、松村に臨時の潜入捜査要員としてスカウトされ、氷室に「ギリギリ70点の合格で訓練次第」という形でMPの新メンバー加入を承認された。メンバーの中では珍しい、勤勉実直な性格。それゆえに先輩メンバーからの指令は、どんな無茶なものでも着実に実行しようとする。警察官然とした地道な聞き込み捜査や尾行および、各種の自動車の運転も得意とする。
芹沢 末八（演：志賀勝）
松原出身。「怒らせて死んだ奴が多い」と言われる武闘派ながら美女に弱い。#5での任務中立ち寄った玩具屋で手にしたダッコちゃんを気に入ったのか常時持ち歩くようになり、また後輩の山南や原田の言動に癇癪を起こすなど性格も完全にコメディリリーフキャラクターと化した。
新田 五郎（演：片桐竜次）
MPの若手実力派だが、戦闘中にもギャグを欠かさない二枚目半。後輩が2人増えたことで、前作より一層先輩風を吹かすようになった。
原田 進司（演：中西良太）
山南の加入に伴い先輩としての自覚を持ったのかやや落ち着いた性格となり、氷室など他のメンバーのバックアップに回る場面が増えた。
山南 譲（演：山岡健）
通称は本名の譲（ゆずる）を音読みした「ジョー」。24歳。カーリーな長髪と革ジャンがトレードマーク。所轄の刑事だったが、清川同様スキューバダイビングの能力を買われ、#1で松村に臨時の潜入捜査要員としてスカウトされ、氷室に「ギリギリ70点の合格で訓練次第」という形でMPの新メンバー加入を承認された。調子がよく天然ボケな性格で、もともとMPに憧れていたことから、捜査が行き詰まった際に決まって「派手にやっちゃいましょうよ」と進言し、芹沢に怒鳴られるのが恒例。拳銃からバズーカにいたるまで、あらゆる銃器の扱いが巧み。進司を「進司あにい」と慕う。
緑川 悠子（演：堀川まゆみ）
MPの紅一点で、英語が堪能なバイリンガル刑事。

#### 本部
MPが本部として使用している、「ローリング建築設計事務所」を装ったアジト。
外観は前作と変わらないが、室内はグレー調に統一された内装に変更された。また、氷室のデスクの後ろには巨大な日本列島の書かれた地図が掲示され、本部に居残るシーンが多くなった松村のデスクのそばには連絡用の数台の無線機が設置されるようになった。

## スタッフ
- 企画 - 加藤教夫（日本テレビ）、小沢啓一郎（東映）
- プロデューサー - 山口剛（日本テレビ）、武居勝彦（東映）、瀬戸恒雄（東映）
- 音楽 - 大野雄二
  - 音楽監督 - 鈴木清司
- 撮影 - 中島芳男、大町進
- 照明 - 小林芳雄、稲葉好治、篠崎豊治、梅谷茂
- 録音 - 川島一郎、岡村昭治、林鉱一
- 美術 - 北川弘
- 編集 - 鈴木宏始、祖田冨美夫、田中修、戸田健夫
- 記録 - 山内康代、勝原繁子、水平冨喜子、浅附明子
- 助監督 - 佐伯俊道、中津川勲、住森正徳、山田純生、藤沢勇夫、森光正
- 装置 - 嶋田春夫、杉本喜作、大月清
- 装飾 - 門明淳
- 衣装 - 東映衣裳
- 美粧 - 宮島孝子、入江荘二（入江美粧）
- 計測 - 米原良次、池田健策
- 水中撮影（第1話） - 橋本松之
- 効果 - 沢地正幸
- 選曲 - 橋本威志（国際放映）
- 進行主任 - 横山和幸、高井義典
- 制作担当 - 石川通生
- 俳優担当 - 依田進
- 番組宣伝 - 山口晋（日本テレビ）
- 現像 - 東映化学
- ナレーター - 清水峰夫
- 技斗 - 西本良治郎（ジャパン・アクション・クラブ）
- 衣装協力 - キャラバン、青山EIKO
- モデルガン提供 - コクサイ
- 協力
  - 第1話 - 鴨川観光協会、鴨川ユニバースホテル、名勝仁右衛門島
  - 第5、8話 - 後楽園ゆうえんち
  - 第10話 - ハリケーン4×4クラブ ミリタリー部、日本軍用車輛愛好会、オークランドジープセンター
- 製作協力 - 東映東京撮影所
- 制作 - 東映

## 主題歌

### オープニングテーマ
- 『「特命刑事」のテーマ』
  - 作曲・編曲：大野雄二、演奏：ユー&エクスプロージョンバンド
  - 『「大激闘」のテーマ』と同一曲であり、レコードはパッケージの表題を差し替えて再プレス販売された。オープニングタイトルではレコード音源と「大激闘」時代のテレビ音源を編集し繋ぎ合せたものを使用。

### エンディングテーマ
- 『愁いの街～HOW CAN YOU LOVE THE CITY』
  - 作詞：奈良橋陽子、作曲・編曲：大野雄二、唄：木村昇

## 放映リスト
| 話数 | サブタイトル             | 脚本     | 監督       | ゲスト |
| ---- | ------------------------ | -------- | ---------- | --- |
| 1    | 海底の黄金               | 宮田雪   | 野田幸男   | 弘松三郎、堀田真三 土方弘、高品正弘 高月忠、きくち英一 達純一、浅見小四郎 吉宮慎一、新井英騎 岡本美登、益田哲夫 |
| 2    | 脱獄                     | 柏原寛司 | 野田幸男   | 小林稔侍 安井昌二 佐藤京一、梅津栄 汐路章、鳥巣哲生 若尾義昭、安永憲司、田中洋介 三上剛、窪田圭志、山乃興子 |
| 3    | スキャンダル・レディー   | 高田純   | 長谷部安春 | 水島美奈子 山岡徹也、松本朝夫 今村薫、菅田朝行、新里健士 秋野陽介、小林光、矢島明子、山口譲 高野晃大、平河昭義、田口和政、宮島信芳 豊島泰三、高崎良三 |
| 4    | 危険海域                 | 永原秀一 | 長谷部安春 | 中島ゆたか ジェリー伊藤 野瀬哲夫、船渡伸二 山下一広、山本理雄 大辻鉄平、松尾文人 |
| 5    | 小さな亡命者             | 宮田雪   | 野田幸男   | ひし美ゆり子、江見俊太郎 北原義郎、伊吹徹、村山竜平 山田光一、灰地順、畑中猛重 山浦栄、北川道夫、園めぐみ クリス・ティーナ、ジョーン・スティッカン、ハイム・ジェスバーグ ディビッド・フリードマン、リセヴァー・オリビア、ハシム・モフタ、ジョン・スィンク |
| 6    | 黒い狼                   | 神波史男 | 西村潔     | 幸田宗丸、成瀬正 広瀬昌助、高野真二 大西徹哉、中村真慈、上田幸輔 黒田健三、安永憲司、貝ノ瀬一夫 井上三千男、笹原大、稲川英雄 溜健二、芳賀衿也、斉藤忠宏、斉藤修                                                                                           |
| 7    | 逃亡地帯                 | 峯尾基三 | 野田幸男   | 草薙良一 高城淳一 村松克巳、桐原信介 山田光一、山浦栄、佐川二郎 須賀良、栗原敏、新井英騎 鈴木秋夫、田辺清輝、甲斐道夫、益田哲夫 |
| 8    | お父ちゃんのダイヤモンド | 高田純   | 岡本明久   | 清川虹子 水原ゆう紀 船戸順、早川雄三 藤方佐和子、団巌 松尾文人、辻輝彦、山内隆次、上田三津子 清水照夫、村添豊徳、大島博樹、北井一郎 |
| 9    | 300億を奪い返せ!         | 柏原寛司 | 野田幸男   | 草薙幸二郎 今井健二 加藤健一、溝口拳 小池雄介、秋野陽介 小沢象、黒田健三 |
| 10   | ファイナル・チャレンジ   | 峯尾基三 | 野田幸男   | 竜崎一郎 江角英、役所広司 福岡正剛、 角友司郎、斉藤真 永井雅春、吉宮慎一、幸英二 大川泉、山田光一、綾瀬さくら 舟久保一之、小山昌幸、川口一夫 石橋蓮司 |

## エピソード
- 『大激闘』から『特命刑事』へのタイトル変更やレギュラー出演者の追加などのテコ入れは、現場のプロデューサーも知らない間に局の上層部が決めたものだったといい[1]、プロデューサーの一人である瀬戸恒雄も、撮影所で台本を手にした時に初めて番組タイトル変更を知ったという[1]。番組の収支は『大激闘』のころから続いて毎回赤字であり、その帳尻は同じ東映作品である『爆走!ドーベルマン刑事』や『警視庁殺人課』で合わせていたという[1]。
- 第9話（大激闘からの通算第25話）の『300億を奪い返せ!』と最終話『ファイナル・チャレンジ』の一部シーンは羽田空港沖で銃撃戦、カーチェイスなどを撮影すべく「撮影許可は取っているはず」としてロケ車隊を向かわせていたが、この日はちょうど当時の中国共産党中央委員会主席の華国鋒が来日する日であったため羽田周辺は検問だらけで、検問中の警官にそのことを言われて初めて気付いたスタッフも多かったという（シリーズ終盤ということでスタッフは寝る暇も無いほど忙しく、新聞も読む暇が無かったという）。検問で機材車から大量のモデルガンなど銃器類も見つかり、事情説明で取りあえず「やりません」と言って撤収を装ってその場では許可は得ず、予定通り撮影に入ったが、今度は海上保安庁が来て撮影は強制中断させられ、責任者を出すように求められたもののちょうどこの時に限って制作主任が居らず、この回の監督の野田幸男の顔を伺った助監督の佐伯俊道が代表して東京水上警察署へ同行し、事情聴取されている間に予定されたシーンは撮り終えたという[1]。

## 映像ソフト
大激闘マッドポリス'80 / 特命刑事 コンプリートDVD
2015年1月9日発売
品番：DSTD03779 / 全26話（『大激闘マッドポリス'80』全16話含）収録 / 発売元：東映ビデオ

## ネット配信
- 2021年5月から7月までYouTubeの「toei xstream theater」で『大激闘～』の後に全話配信した後、2022年10月21日より、「東映シアターオンライン」（「toei xstream theater」改め）の「据置枠」で、『大激闘～』と共に第1・2話が常時無料配信されている。